# Dendrobium cuneatum
Dendrobium cuneatum är en orkidéart som beskrevs av Rudolf Schlechter. Dendrobium cuneatum ingår i släktet Dendrobium, och familjen orkidéer. Inga underarter finns listade i Catalogue of Life.